# أصبغ المهري
أصبغ المهري ( 361 - 426 ه‍ / 979 - 1035 م ) هو عالم فلك ورياضي وطبيب ، من أهل قرطبة، توفي بغرناطة سنة 426 هـ عن 65 سنة شمسية.

## سيرته
هو أصبغ بن محمد بن السمح المهري الغرناطي وكنيته أبو القاسم، وعرف في زمانه بالمهندس. كان بالأندلس في زمن الحكم، وكان محققًا لعلم الهندسة والعدد وعلم الهيئة، وكانت له عناية بالطب.
تتلمذ على يد العالم مسلمة المجريطي، وقال عنه ابن صاعد الأندلسي في طبقات الأمم «كان متحقق بعلم العدد والهندسة متقدما في علو هيئة الافلاك وحركات النجوم وكانت له مع ذلك عناية بالطب»، وقال صاحب كشف الظنون في حرف الكاف فقال:«كتاب الهندسة كبير لأبي القاسم أصبغ بن محمد الغرناطي المهندس المتوفي سنة 416 هجريًا في القرن الخامس الهجري بغرناطة لست وخمسبن سنة ميلادية».

## مؤلفاته
له مؤلفات منها «المدخل إلى الهندسة» تقصى فيه أجزاء الهندسة من الخط المستقيم والمتقوس والمنحني وغير ذلك، و«ثمار العدد» ويعرف بالمعاملات، و«تفسير كتاب إقليدس».